# Euphorbia garanbiensis
Euphorbia garanbiensis är en törelväxtart som beskrevs av Bunzo Hayata. Euphorbia garanbiensis ingår i släktet törlar, och familjen törelväxter.
Artens utbredningsområde är Taiwan. Inga underarter finns listade i Catalogue of Life.